# 戈默内克
戈默内克（法語：Gommenec'h）是法国阿摩尔滨海省的一个市镇，位于该省中部偏北，属于圣布里厄区。该市镇总面积11.83平方公里，2009年时的人口为523人。

## 人口
戈默内克人口变化图示